# William Cairns

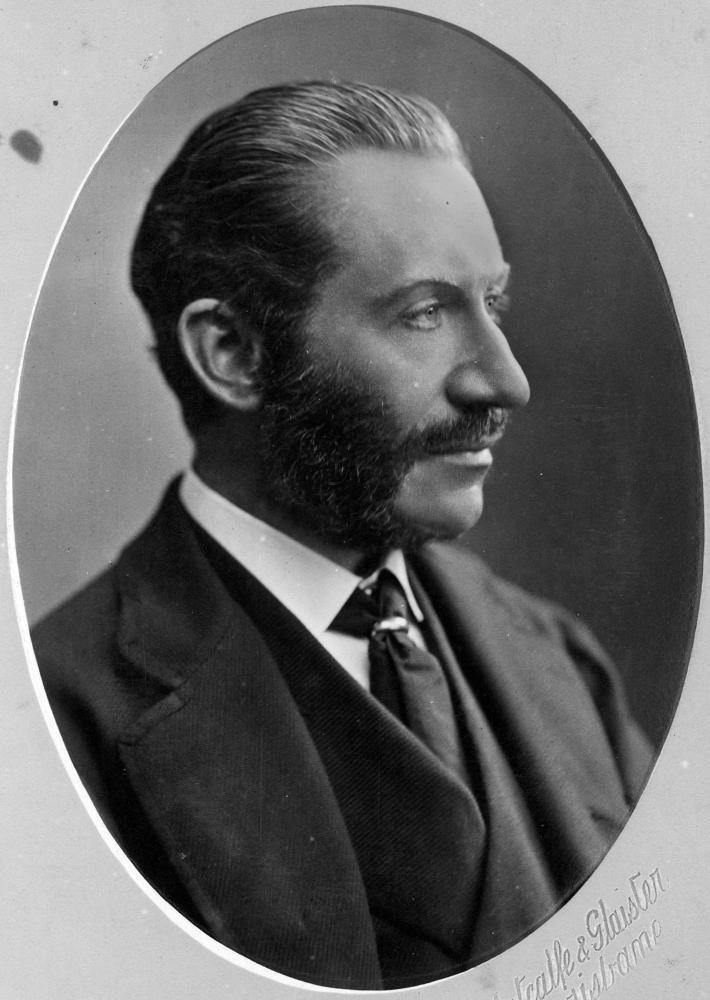
William Cairns, etwa 1877

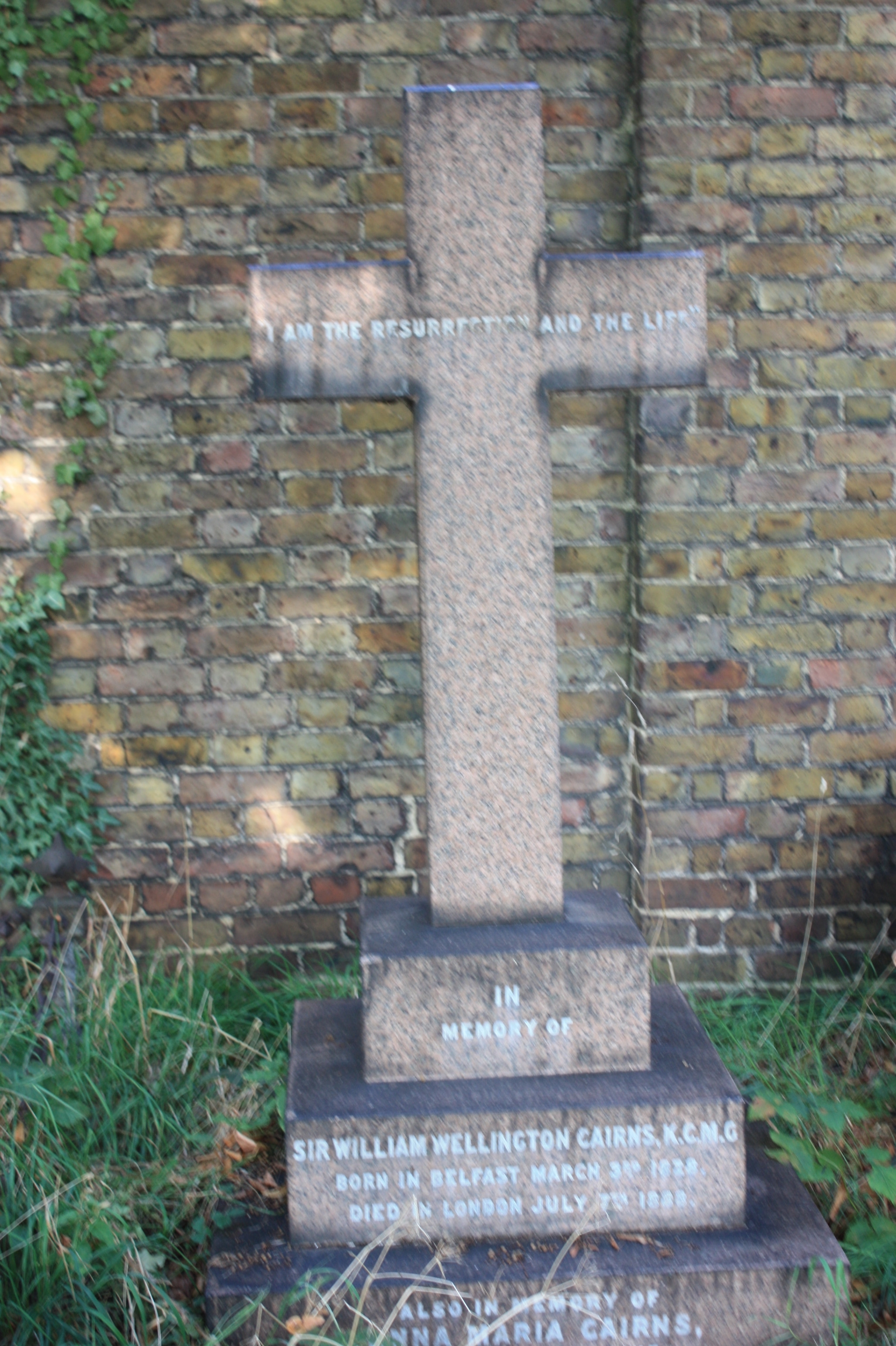
Grabmal von William Cairns und seiner Ehefrau Anna Maria, Brompton Cemetery, London

Sir William Wellington Cairns, KCMG (* 3. März 1828 in Belfast, Nordirland; † 7. Juli 1888 in London) war ein britischer Verwaltungsbeamter aus Irland. Er hatte mehrere Ämter in der Kolonialverwaltung des British Empire inne, unter anderem ein siebenmonatiges Amt als Gouverneur der britischen Kolonie Trinidad 1874, bevor er am 23. Januar 1875 Gouverneur von Queensland wurde. Er behielt dieses Amt zwei Jahre und wurde dann kommissarischer Gouverneur von South Australia.
1874 wurde er zum Companion (CMG) und 1877 zum Knight Commander (KCMG) des Order of St Michael and St George ernannt. Er kehrte nach England zurück und starb in London am 7. Juli 1888. Sein Grabmal befindet sich auf dem Brompton Cemetery im Südwesten Londons.
Die Großstadt Cairns in Queensland wurde nach ihm benannt.